# Kościół św. Mikołaja w Poznaniu

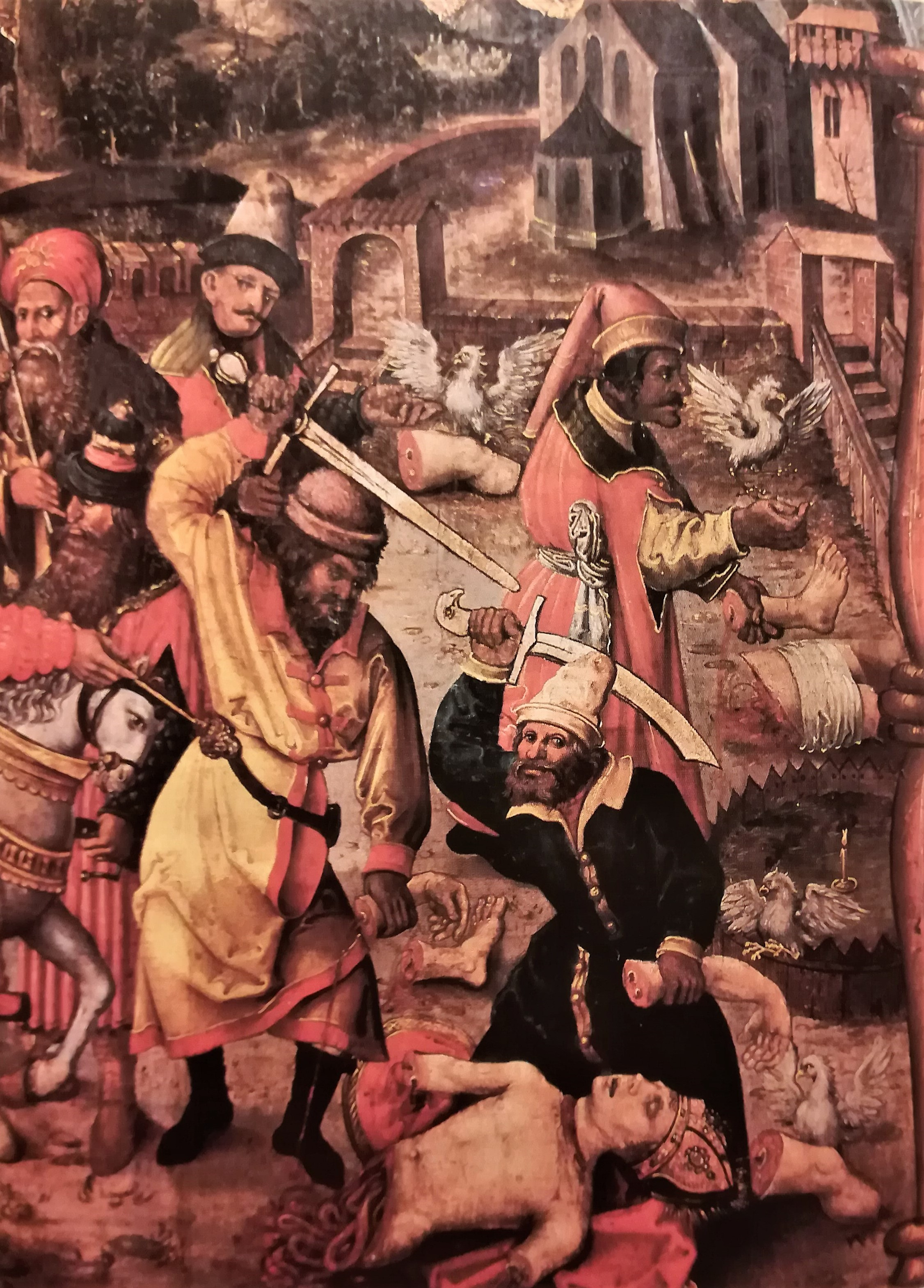
Obraz Męczeństwo św. Stanisława nieznanego autora z kościoła św. Mikołaja na Zagórzu (1. ćwierć XVI wieku)

Kościół św. Mikołaja w Poznaniu – niezachowany rzymskokatolicki kościół parafialny (kolegiata), niegdyś (do 1817) w Poznaniu na Zagórzu, prawdopodobnie na terenie dzisiejszego Seminarium Duchownego przy ul. Wieżowej.

## Historia
Świątynię wybudowano około lat 40. XII wieku (pewne jest jego istnienie w 1146, a możliwe, że powstał już w XI wieku) na szczycie Wzgórza Kapitulnego (Mons Capituli, 60 m n.p.m.); był to jeden z najstarszych kościołów Poznania. Wzgórze było ostańcem erozyjnym wyższego poziomu terasowego Warty położonym w południowej części Ostrowa Tumskiego. Świątynię nazywano niekiedy in monte Capituli. Kościół rozebrano z uwagi na zły stan techniczny, a następnie splantowano też wzgórze i obecnie nie ma śladu po żadnym z tych dwóch obiektów.
Kościół był świątynią parafialną dla mieszkańców grodu poznańskiego i podgrodzi. Teren parafii zmniejszał się w miarę upływu lat i powstawania kolejnych kościołów parafialnych (Śródka, Piotrowo, Komandoria i lewy brzeg Warty). Około połowy XV wieku (krótko przed 1455) świątynia spaliła się i parafię przeniesiono na stojący w pobliżu kościół św. Barbary (Chwaliszewo), obecnie także nieistniejący. 20 maja 1463 fundator, dziekan Adam z Dąbrowy, podpisał umowę z budowniczym Jakubem Gyely na odbudowę kościoła, a właściwie jego budowę od fundamentów. Biskup Andrzej Bniński erygował tu kolegiatę wraz z kapitułą (dekret z 30 czerwca 1477). Przywilej erekcyjny wydał jednak dopiero biskup Uriel Górka 3 lipca 1484. Czynsz dla kościoła płaciła m.in. dość odległa wieś Jeżyce.
W 1779, podczas wizytacji dziekana Józefa Rogalińskiego, kościół był w złym stanie technicznym i wymagał napraw. Teren parafii obejmował wówczas już tylko Zagórze i miasto Chwaliszewo, łącznie 590 ludzi, w tym część Niemców (protestantów). Zaborcy pruscy odmawiali środków na remont świątyń katolickich, widząc w tym element nacisku germanizacyjnego. Z uwagi na katastrofalny stan kościoła (m.in. prawdopodobne skutki powodzi z 1736) biskup Ignacy Antoni Raczyński podjął w 1805 decyzję o zamknięciu obiektu i kasacie godności kolegiaty (funkcje i prawa parafialne przeniesiono wówczas na katedrę). Ostatecznie rozebrano go w 1817.
W końcu XVIII wieku na terenie parafii istniały kościoły filialne:
- św. Barbary – Chwaliszewo, nieistniejący, prepozytura,
- św. Wawrzyńca – Chwaliszewo, nieistniejący, prepozytura,
- św. Sebastiana – Piotrowo, nieistniejący[5].

## Architektura
Kościół był murowany i opisywano go w XVIII wieku jako dość obszerny. Pokryty był dachówką w częściach wyższych i gontem w niższych. Sylwetkę świątyni dominowała masywna wieża zlokalizowana od frontu, kryta gontem. Wisiały w niej trzy dzwony i sygnaturka. Obiekt miał jedno wejście poprzez murowaną kruchtę z drewnianymi drzwiami. Do kościoła przylegały: zakrystia, cztery kaplice (w tym św. Anny z chrzcielnicą) i składzik (reconditorium). 

## Wnętrze i wyposażenie
Kościół miał dziesięć ołtarzy (główny był w XVIII wieku częściowo złocony), malowaną, drewnianą ambonę, stalle, ławki, dwa konfesjonały i organy na drewnianym chórze. Posadzkę skonstruowano z cegły palonej. Na drewnianej belce umieszczono grupę pasyjną. Istniały też dwie tablice epitafijne: pod chórem i w murze cmentarnym. 
Ołtarze boczne poświęcone były następującym osobom (na koniec XVIII wieku):
- św. Marii Magdalenie, murowany
- Niepokalanemu Poczęciu NMP oraz świętym Kryspinowi i Kryspinianowi, drewniany,
- św. Stanisławowi Biskupowi, drewniany,
- Najświętszej Marii Pannie oraz świętym Perpetui i Felicycie, murowany,
- Najświętszej Marii Pannie, drewniany,
- św. Mikołajowi, murowany,
- św. Annie, drewniany,
- świętym Jakubowi Apostołowi i Karolowi Boromeuszowi, drewniany,
- Filipowi Nereuszowi, drewniany[5].

Część ołtarzy był częściowo złocona i w większości posiadała konsekrowane portatyle. Obrazy ołtarzowe reprezentowały dobry poziom artystyczny, określano je jako należycie malowane, aczkolwiek żadnego szczególnie nie czczono lub nie uważano za łaskami słynący. Kościół posiadał na wyposażeniu srebrną, pozłacaną figurę patrona, św. Mikołaja z pastorałem i księgą w dłoniach. Liczne były kościelne paramenty. M.in. na wyposażeniu pozostawało osiem kielichów mszalnych z patenami, całkowicie złoconych (trzy skradziono w XVIII wieku), piętnaście białych, uroczystych ornatów i relikwiarz z drzewem Krzyża Świętego, a także relikwiarze świętych: Wincentego, Amandy, Humiliata i Adaukta ze stwierdzoną autentycznością. Z ksiąg najistotniejsze były dwa nowe mszały (XVIII wiek) i siedem starych. Łącznie świątynia posiadała 43 księgi dawniejsze.

## Otoczenie
Kościół otoczony był cmentarzem, a wszystko razem wygradzał mur z trzema wejściami (żelazne kraty). W obrębie muru stało murowane ossuarium ze sklepieniem, kryte dachówką (w XVIII wieku, w odróżnieniu od kościoła było w dość dobrym stanie technicznym). 

## Opracowania
Pierwszym naukowcem, który opublikował dane o historii obiektu był Józef Łukaszewicz (Kollegiata pod tytułem ś. Mikołaja, 1838). W 1886 Edmund Callier zamieścił tekst zatytułowany Kościół św. Mikołaja w Poznaniu. Najobszerniej opisał obiekt ks. Józef Nowacki w 1964. XX-wieczne badania wykopaliskowe prowadzone przy ul. Wieżowej odkryły fragment cmentarza użytkowanego od XII do XIV wieku, który był prawdopodobnie związany z kościołem.